# Sobočani
Sobočani su naseljeno mjesto u Republici Hrvatskoj u Zagrebačkoj županiji. 

## Zemljopis
Administrativno su u sastavu općine Kloštar Ivanić. Naselje se proteže na površini od 5,16 km².

## Stanovništvo
Prema popisu stanovništva iz 2001. godine u Sobočanima živi 419 stanovnika i to u 120 kućanstava. Gustoća naseljenosti iznosi 81,20 st./km².
| broj stanovnika | 148   | 159   | 154   | 212   | 257   | 331   | 392   | 467   | 455   | 390   | 416   | 487   | 286   | 300   | 419   | 460   | 464   |
|                 | 1857. | 1869. | 1880. | 1890. | 1900. | 1910. | 1921. | 1931. | 1948. | 1953. | 1961. | 1971. | 1981. | 1991. | 2001. | 2011. | 2021. |